# Medinilla pterocaula
Medinilla pterocaula är en tvåhjärtbladig växtart som beskrevs av Carl Ludwig von Blume. Medinilla pterocaula ingår i släktet Medinilla och familjen Melastomataceae. Inga underarter finns listade i Catalogue of Life.